# Paso Honroso

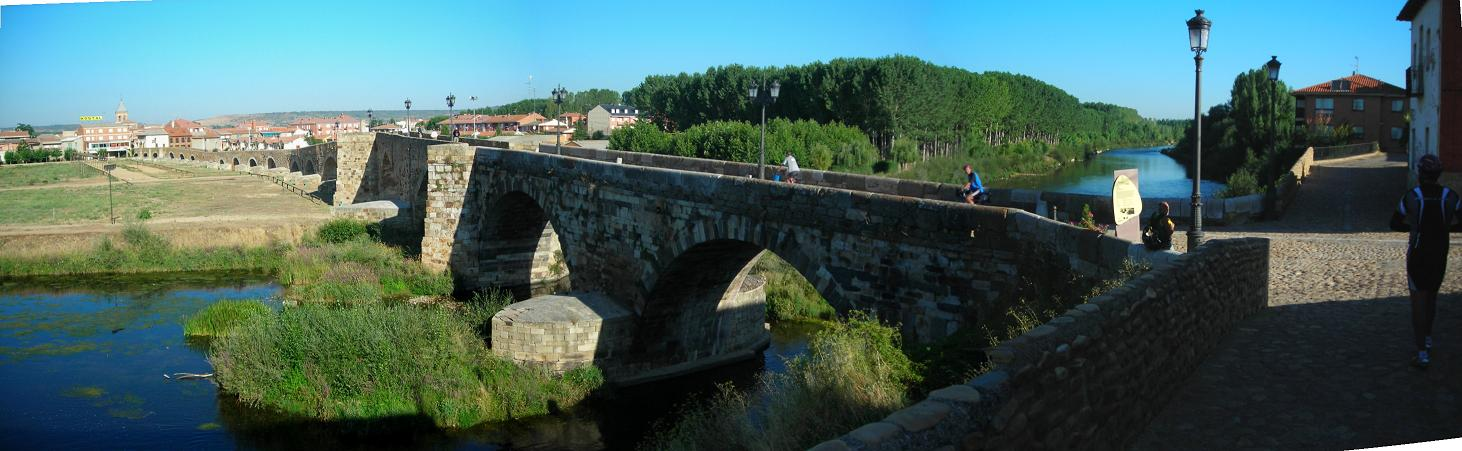
Mittelalterliche Brücke Puente de Órbigo

Der Paso Honoroso war ein ritterlicher Zweikampf, zu dem der leonesische Ritter Suero de Quiñones zwischen dem 10. Juli und dem 9. August 1434 auf der Brücke von Hospital de Órbigo alle nach Santiago de Compostela pilgernden Ritter herausforderte. Es heißt, Don Suero habe 300 Lanzen geritten und keinen Zweikampf verloren.

## Hintergrund
Es gibt drei Erzählungen, wie es zu dem Kampf kam:
- Die am weitesten verbreitete Version: Quiñones hätte aus Liebe zu einer gewissen Dame geschworen, rund um den Jakobstag (25. Juli) des Jahres 1434 300 Lanzen zu brechen. Er holte sich die königliche Erlaubnis, begab sich mit zehn Kampfgefährten an die Brücke des Orbigo, die nahezu alle Pilger passieren mussten, und forderte die vorbeiziehenden Edelleute zum ritterlichen Zweikampf. Dieser Forderung konnten sich die Geforderten aufgrund des vorherrschenden Ehrenkodex' nicht entziehen. Nach Abschluss des Turniers, bei dem nur ein Edelmann zu Tode kam, sollen Herausforderer und Gegner gemeinsam nach Santiago de Compostela zum Schrein des Apostels Jakobus gezogen sein. Quiñones stiftete seine Fessel – ein Halsband der bewussten Dame – dem Kathedralschatz, dort ist sie bis heute zu besichtigen.

- Die Familie der Quiñones – eine mächtige Adelsfamilie – hätte mit einem derart großen Turnier ihre Macht und wirtschaftliche Leistungsfähigkeit unter Beweis stellen wollen.

- Suero de Quiñones war kurz vorher verurteilt worden und musste eine Kaution zahlen, wenn er  seine Strafe nicht durch Haft verbüßen wollte. Weil er aber über das notwendige Geld nicht verfügte, versuchte er es sich durch Weglagerei an einem Nadelöhr des Weges zu beschaffen. Wallfahrende Edelleute reisten nur mit leichter Bewaffnung, so dass für Quiñones und seine Kampfgefährten das Risiko kalkulierbar blieb.

## Wiederbelebung
Seit einigen Jahren gibt es wieder Ritterspiele in Hospital de Órbigo. Unterhalb der berühmten Brücke wurde dazu eine Kampfbahn angelegt, auf der alljährlich im Sommer die Nachfahren Don Sueros die Lanzen kreuzen, während Ritterfräulein von der Tribüne aus bunte Tücher schwenken, respektive dem Streiter ihrer Wahl zuwerfen.